# Athysanella biserrata
Athysanella biserrata är en insektsart som beskrevs av Johnson. Athysanella biserrata ingår i släktet Athysanella och familjen dvärgstritar. Inga underarter finns listade i Catalogue of Life.